# Трофимовка (Харьковская область)
Трофи́мовка (укр. Трохимівка), село,
Ковяжский поселковый совет,
Валковский район,
Харьковская область, Украина.
Код КОАТУУ — 6321255403. Население по переписи 2001 г. составляет 66 (22/44 м/ж) человек.

## Географическое положение
Село Трофимовка примыкает к пгт Ковяги и селу Халимоновка, рядом проходит автомобильная дорога Р-22, в 2-х км железная дорога, станция Ковяги, в селе небольшой пруд.
К селу примыкает большой лесной массив.

## История
- Основано было в 1660 году Даниилом Андреевичем Трофимовым, небогатым пекарем, который смог подняться до невероятных вершин и стать купцом.

## Экономика
- В селе есть молочно-товарная ферма.

Была когда то и школа.Лес вырубают.